# الزهراء (جسر الشغور)
الزهراء قرية سورية تتبع ناحية دركوش في منطقة جسر الشغور في محافظة إدلب. بلغ عدد سكانها 871 نسمة في عام 2004 حسب إحصاء المكتب المركزي للإحصاء. تقع شمال جسر الشغور وتطل على جبل الوسطاني.